# Oskar Antze
Oskar Hans Adolf Antze (Colònia, 24 d'octubre de 1878 – 23 d'abril de 1962) fou un jugador d'escacs alemany, actiu entre principis del segle XX i la Segona Guerra Mundial.

## Resultats destacats en competició
El 1900 fou primer, empatat amb Hugo Süchting, a Kiel (quadrangular), el 1905 fou 4t a Hamburg (quadrangular), el 1906 fou quart a Bremen (quadrangular), i el 1913 va guanyar a Leipzig 1913.
Després de la Primera Guerra Mundial, empatà als llocs 3r-5è a Bad Oeynhausen el 1922, fou sisè a Hannover el 1926 (el guanyador fou Aron Nimzowitsch), empatà un matx curt contra Iefim Bogoliúbov (1:1) a Bremen el 1927, empatà als llocs 8è-9è a Duisburg el 1929 (26è Congrés de la DSB, el guanyador fou Carl Ahues), fou vuitè a Bad Aachen el 1934 (segon Campionat alemany, el campió fou Carl Carls), i fou quart a Bremen el 1933 (quadrangular).